# Esport de demostració
Un esport de demostració és un esport que és disputat amb la finalitat de ser promogut, principalment durant els Jocs Olímpics, però també en altres esdeveniments esportius.

## Jocs Olímpics

### Jocs Olímpics d'estiu
Durant la celebració dels Jocs Olímpics d'Estiu de 1900 realitzats a París (França) i de 1904 realitzats a Saint Louis (Estats Units d'Amèrica) es realitzaren en paral·lel a la competició oficial una exhibició de diversos esports. Fou però, durant la celebració dels Jocs Olímpics d'Estiu de 1912 celebrats a Estocolm (Suècia), quan el Comitè Olímpic organitzador decidí incorporar al programa oficial la realització de proves de glima, un tipus de lluita lliure tradicional d'Escandinàvia. Al llarg dels anys els comitès organitzadors de cada país han decidit inclouren algun esport de demostració dins del programa oficial dels Jocs, especialment esports que són populars en el país de realització dels Jocs com pot ser el beisbol en els Jocs Olímpics d'Estiu de 1984 realitzats a Los Angeles (EUA) o el taekwondo als Jocs Olímpics d'Estiu de 1988 celebrats a Seül (Corea del Sud).
Tot i la seva presència dins del programa olímpic les seves medalles no es tenen en compte en el còmput general de medalles de cada país i, per tant, no són comptades com a oficials. El disseny, però, d'aquestes segueix el mateix que el dels Esports Oficials.
Els esports de demostració van ser suspesos després dels Jocs Olímpics d'Estiu de 1992 celebrats a Barcelona (Catalunya) pel fet que el programa olímpic ja està prou atapeït. En els Jocs Olímpics d'Estiu de 2008 realitzats a Pequín (República Popular de la Xina) el comitè organitzador realitzà una exhibició de wushu, una art marcial molt popular al seu país.

### Jocs Olímpics d'hivern
Als Jocs Olímpics d'Hivern s'introduïren els esports de demostració en l'edició de 1924 realitzada a St. Moritz (Suïssa). En l'edició de 1992 realitzada a Albertville (França) s'aturà la introducció d'esports de demostració dins del programa oficial com en els Jocs de Barcelona 92.

## Jocs Paralímpics
En la realització dels Jocs Olímpics d'Estiu de 1984 realitzats a Los Angeles (EUA) s'introduïren dues proves de demostració per a discapacitats en la prova d'atletisme: una cursa en cadira de rodes per a homes i dones. Aquests esports de fet no foren esports de demostració com a tals sinó que serviren de promoció per a la realització dels Jocs Paralímpics de 1984 realitzats conjuntament entre Stoke Mandeville (Regne Unit) i Nova York (EUA).
En la realització dels Jocs Olímpics d'Hivern de 1984 i 1988 es realitzaren dues proves d'esquí adaptat per minusvàlids, que serviren de promoció per als Jocs Paralímpics.

## Esports de demostració als Jocs Olímpics

### Jocs Olímpics d'estiu
Llista dels esports de demostració realitzats en cada olimpíada:
| Jocs                 | Esports de demostració |
| -------------------- | --- |
| 1900 París           | • Globus aerostàtics (homes) • Boules (homes) • Jeu de paume (homes) • Longue paume (homes) • Motociclisme (homes) • Motonàutica (homes) • Salvament (homes) |
| 1904 St. Louis       | • Bàsquet (homes) • Entrenament amb peses (homes) • Futbol americà (homes)                                                                                   |
| 1908 Londres         | Cap |
| 1912 Estocolm        | • Art • Beisbol (homes) • Glima (homes) |
| 1920 Anvers          | • Art • Corfbol (mixt) |
| 1924 París           | • Art • La canne (homes) • Jeu de paume (homes) • Pilota basca (homes) • Piragüisme (homes) • Savate (homes)                                                 |
| 1928 Amsterdam       | • Art • Corfbol (mixt) • Jocs de pilota a mà (homes) • Lacrosse (homes)                                                                                      |
| 1932 Los Angeles     | • Art • Futbol americà (homes) • Lacrosse (homes) |
| 1936 Berlin          | • Art • Beisbol (homes) • Vol sense motor (homes) |
| 1948 Londres         | • Art • Lacrosse (homes) |
| 1952 Hèlsinki        | • Beisbol (homes) • Handbol (homes) |
| 1956 Melbourne       | • Beisbol (homes) • Futbol australià (homes) |
| 1960 Roma            | Cap |
| 1964 Tòquio          | • Beisbol (homes) • Budō (homes) |
| 1968 Ciutat de Mèxic | • Pilota basca (homes) • Tennis |
| 1972 Múnic           | • Bàdminton • Esquí aquàtic |
| 1976 Mont-real       | Cap |
| 1980 Moscou          | Cap |
| 1984 Los Angeles     | • Beisbol (homes) • Tennis |
| 1988 Seül            | • Bàdminton • Beisbol (homes) • Bitlles • Judo (dones) • Taekwondo                                                                                           |
| 1992 Barcelona       | • Hoquei sobre patins • Pilota basca (homes) • Taekwondo |
| 1996 Atlanta         | Cap |
| 2000 Sydney          | Cap |
| 2004 Atenes          | Cap |
| 2008 Pequín          | Cap |
| 2012 Londres         | Cap |

### Jocs Olímpics d'hivern
| Jocs                        | Esports de demostració |
| --------------------------- | --- |
| 1924 Chamonix               | Cap |
| 1928 St. Moritz             | • Patrilla militar (homes) • Skijoring (homes)                                                                                        |
| 1932 Lake Placid            | • Cúrling (homes) • Cursa de gossos en trineu (homes) • Patinatge de velocitat (dones)                                                |
| 1936 Garmisch-Partenkirchen | • Eisstock (homes) • Patrilla militar (homes)                                                                                         |
| 1948 St. Moritz             | • Patrilla militar (homes) • Pentatló d'hivern (homes)                                                                                |
| 1952 Oslo                   | • Bandy (homes) |
| 1956 Cortina d'Ampezzo      | Cap |
| 1960 Squaw Valley           | Cap |
| 1964 Innsbruck              | • Eisstock (homes) |
| 1968 Grenoble               | Cap |
| 1972 Sapporo                | Cap |
| 1976 Innsbruck              | Cap |
| 1980 Lake Placid            | Cap |
| 1984 Sarajevo               | • Esquí adaptat per a minusvàlids (homes)                                                                                             |
| 1988 Calgary                | • Acroesquí (homes i dones) • Cúrling (homes i dones) • Esquí adaptat per a minusvàlids (homes i dones) • Short Track (homes i dones) |
| 1992 Albertville            | • Cúrling (homes i dones) • Quilòmetre llançat (homes i dones)                                                                        |
| 1994 Lillehammer            | Cap |
| 1998 Nagano                 | Cap |
| 2002 Salt Lake City         | Cap |
| 2006 Torí                   | Cap |